# Huize Oosterveld
Huize Oosterveld is een 19e-eeuws landhuis in het Nederlandse dorp Elden.

## Geschiedenis
Huize Oosterveld werd gebouwd in opdracht van Ignatius Wolterus Josephus Vos de Wael (1840-1904), de eerste steen werd in 1886 gelegd door zijn tienjarige zoon Frans. Tot 1919 werd het bewoond door zijn weduwe, Valentine barones van Voorst tot Voorst (1853-1926), die zelf was geboren op het voormalige Huize Westerveld in Elden. Zij schonk het huis met de omliggende grond aan de Congregatie van Onze Lieve Vrouwe van Amersfoort. Zij gebruikten het als klooster en verbouwden in 1920 een van de grote kamers tot huiskapel. De laatste vijf nonnen verlieten het pand in 2009.
In 2012 werd het geheel verbouwd tot zorgvilla voor ouderen met dementie. Villa Oosterveld, van de zorgorganisatie Stepping Stones.